# Voetbal op de Olympische Zomerspelen 2016 – Mannen
Tussen 4 en 20 augustus werd tijdens de Olympische zomerspelen van 2016 het het voetbaltoernooi voor mannen gehouden. Aan het toernooi deden 16 landen mee. Die landen werden verdeeld in 4 groepen. De 2 beste uit iedere poule speelden in de knock-outfase om de medailles. Voorafgaand aan het toernooi werden in verschillende continenten kwalificatiewedstrijden gespeeld. De spelers die deelnemen moesten onder de 23 zijn (geboren na 1 januari 1993). Ieder team mocht maximaal drie dispensatiespelers inschrijven, spelers ouder dan 23.

## Stadions
| Brasilia                        | Salvador                                                                                    | São Paulo          |
| ------------------------------- | ------------------------------------------------------------------------------------------- | ------------------ |
| Estádio Nacional de Brasília    | Itaipava Arena Fonte Nova                                                                   | Arena Corinthians  |
| Capaciteit: 70.064              | Capaciteit: 56.500                                                                          | Capaciteit: 65.807 |
|                                 |                                                                                             |                    |
| Belo Horizonte                  | Stadions Olympische Spelen 2016                                                             | Manaus             |
| Mineirão                        | Stadions Olympische Spelen 2016                                                             | Arena Amazônia     |
| Capaciteit: 62.160              | Stadions Olympische Spelen 2016                                                             | Capaciteit: 40.459 |
|                                 | Stadions Olympische Spelen 2016                                                             |                    |
| Rio de Janeiro                  | · Rio de Janeiro Manaus São Paulo Belo Horizonte Brasilia Salvador Speellocaties (Brazilië) | Rio de Janeiro     |
| Estádio Olímpico João Havelange | · Rio de Janeiro Manaus São Paulo Belo Horizonte Brasilia Salvador Speellocaties (Brazilië) | Maracanã           |
| Capaciteit: 60.000              | · Rio de Janeiro Manaus São Paulo Belo Horizonte Brasilia Salvador Speellocaties (Brazilië) | Capaciteit: 76.804 |
|                                 | · Rio de Janeiro Manaus São Paulo Belo Horizonte Brasilia Salvador Speellocaties (Brazilië) |                    |

## Scheidsrechters
| Confederatie | Scheidsrechter                       | Assistenten                                                            |
| ------------ | ------------------------------------ | ---------------------------------------------------------------------- |
| AFC          | Fahad Al-Mirdasi (Saoedi-Arabië)     | Abdullah Al-Shalwai (Saoedi-Arabië) Mohammed Al-Abakry (Saoedi-Arabië) |
| AFC          | Alireza Faghani (Iran)               | Reza Sokhandan (Iran) Mohammadreza Mansouri (Iran)                     |
| AFC          | Ryuji Sato (Japan)                   | Toru Sagara (Japan) Hiroshi Yamauchi (Japan)                           |
| CAF          | Gehad Grisha (Egypte)                | Rédouane Achik (Marokko) Waleed Ahmed (Soedan)                         |
| CAF          | Malang Diedhiou (Senegal)            | Djibril Camara (Senegal) El Hadji Malick Samba (Senegal)               |
| CONCACAF     | Walter López Castellanos (Guatemala) | Leonel Leal (Costa Rica) Gerson López Castellanos (Guatemala)          |
| CONCACAF     | César Arturo Ramos (Mexico)          | Marvin Torrentera (Mexico) Miguel Hernández (Mexico)                   |
| CONMEBOL     | Néstor Pitana (Argentinië)           | Hernán Maidana (Argentinië) Juan Pablo Belatti (Argentinië)            |
| CONMEBOL     | Sandro Ricci (Brazilië)              | Emerson de Carvalho (Brazilië) Marcelo Van Gasse (Brazilië)            |
| CONMEBOL     | Roddy Zambrano (Ecuador)             | Christian Lescano (Ecuador) Byron Romero (Ecuador)                     |
| OFC          | Matthew Conger (Nieuw-Zeeland)       | Simon Lount (Nieuw-Zeeland) Tevita Makasini (Tonga)                    |
| UEFA         | Cüneyt Çakır (Turkije)               | Bahattin Duran (Turkije) Tarık Ongun (Turkije)                         |
| UEFA         | Ovidiu Hațegan (Roemenië)            | Octavian Șovre (Roemenië) Sebastian Gheorghe (Roemenië)                |
| UEFA         | Sergej Karasjov (Rusland)            | Tikhon Kalugin (Rusland) Nikolay Golubev (Rusland)                     |
| UEFA         | Antonio Mateu Lahoz (Spanje)         | Pau Cebrián Devis (Spanje) Roberto Díaz Pérez (Spanje)                 |
| UEFA         | Clément Turpin (Frankrijk)           | Frédéric Cano (Frankrijk) Nicolas Danos (Frankrijk)                    |

## Loting
| Pot 1                                    | Pot 2                                    | Pot 3                                    | Pot 4                                          |
| ---------------------------------------- | ---------------------------------------- | ---------------------------------------- | ---------------------------------------------- |
| - Brazilië - Argentinië - Mexico - Japan | - Nigeria - Zuid-Korea - Honduras - Irak | - Zweden - Fiji - Portugal - Zuid-Afrika | - Algerije - Colombia - Denemarken - Duitsland |

## Groepsfase

### Poule A
| Pos | Land        | Wed | Win | Gel | Ver | DV | DT | +/− | Pnt |
| --- | ----------- | --- | --- | --- | --- | -- | -- | --- | --- |
| 1   | Brazilië    | 3   | 1   | 2   | 0   | 4  | 0  | +4  | 5   |
| 2   | Denemarken  | 3   | 1   | 1   | 1   | 1  | 4  | –3  | 4   |
| 3   | Irak        | 3   | 0   | 3   | 0   | 1  | 1  | 0   | 3   |
| 4   | Zuid-Afrika | 3   | 0   | 2   | 1   | 1  | 2  | –1  | 2   |

|                               |      |       |            |                                                                                         |
| 4 augustus 2016 13:00 (UTC−3) | Irak | 0 – 0 | Denemarken | Estádio Nacional de Brasília, Brasilia Toeschouwers: 18.000 Scheidsrechter: César Ramos |
| 4 augustus 2016 13:00 (UTC−3) |      |       |            | Estádio Nacional de Brasília, Brasilia Toeschouwers: 18.000 Scheidsrechter: César Ramos |

|                               |          |       |             |                                                                                           |
| 4 augustus 2016 16:00 (UTC−3) | Brazilië | 0 – 0 | Zuid-Afrika | Estádio Nacional de Brasília, Brasilia Toeschouwers: 69.389 Scheidsrechter: Antonio Mateu |
| 4 augustus 2016 16:00 (UTC−3) |          |       |             | Estádio Nacional de Brasília, Brasilia Toeschouwers: 69.389 Scheidsrechter: Antonio Mateu |

|                               |            |       |             |                                                                                        |
| 7 augustus 2016 19:00 (UTC−3) | Denemarken | 1 – 0 | Zuid-Afrika | Estádio Nacional de Brasília, Brasilia Toeschouwers: 32.314 Scheidsrechter: Ryuji Sato |
| 7 augustus 2016 19:00 (UTC−3) | Skov 69'   |       |             | Estádio Nacional de Brasília, Brasilia Toeschouwers: 32.314 Scheidsrechter: Ryuji Sato |

|                               |          |       |      |                                                                                            |
| 7 augustus 2016 22:00 (UTC−3) | Brazilië | 0 – 0 | Irak | Estádio Nacional de Brasília, Brasilia Toeschouwers: 65.829 Scheidsrechter: Ovidiu Hațegan |
| 7 augustus 2016 22:00 (UTC−3) |          |       |      | Estádio Nacional de Brasília, Brasilia Toeschouwers: 65.829 Scheidsrechter: Ovidiu Hațegan |

|                                |            |                                             |          |                                                                                          |
| 10 augustus 2016 22:00 (UTC−3) | Denemarken | 0 – 4                                       | Brazilië | Itaipava Arena Fonte Nova, Salvador Toeschouwers: 41.067 Scheidsrechter: Alireza Faghani |
| 10 augustus 2016 22:00 (UTC−3) |            | 26', 80' Gabriel 40' Gabriel Jesus 50' Luan |          | Itaipava Arena Fonte Nova, Salvador Toeschouwers: 41.067 Scheidsrechter: Alireza Faghani |

|                                |             |       |            |                                                                                  |
| 10 augustus 2016 22:00 (UTC−3) | Zuid-Afrika | 1 – 1 | Irak       | Arena Corinthians, São Paulo Toeschouwers: 37.742 Scheidsrechter: Roddy Zambrano |
| 10 augustus 2016 22:00 (UTC−3) | Motupa 6'   |       | 14' Luaibi | Arena Corinthians, São Paulo Toeschouwers: 37.742 Scheidsrechter: Roddy Zambrano |

### Poule B
| Pos | Land     | Wed | Win | Gel | Ver | DV | DT | +/− | Pnt |
| --- | -------- | --- | --- | --- | --- | -- | -- | --- | --- |
| 1   | Nigeria  | 3   | 2   | 0   | 1   | 6  | 6  | 0   | 6   |
| 2   | Colombia | 3   | 1   | 2   | 0   | 6  | 4  | +2  | 5   |
| 3   | Japan    | 3   | 1   | 1   | 1   | 7  | 7  | 0   | 4   |
| 4   | Zweden   | 3   | 0   | 1   | 2   | 2  | 4  | –2  | 1   |

|                               |                         |       |                                |                                                                              |
| 4 augustus 2016 18:00 (UTC−4) | Zweden                  | 2 – 2 | Colombia                       | Arena Amazônia, Manaus Toeschouwers: 29.996 Scheidsrechter: Fahad Al-Mirdasi |
| 4 augustus 2016 18:00 (UTC−4) | Ishak 43' Ajdarević 62' |       | 17' Gutiérrez 75' (pen.) Pabón | Arena Amazônia, Manaus Toeschouwers: 29.996 Scheidsrechter: Fahad Al-Mirdasi |

|                               |                                          |       |                                                      |                                                                            |
| 4 augustus 2016 21:00 (UTC−4) | Nigeria                                  | 5 – 4 | Japan                                                | Arena Amazônia, Manaus Toeschouwers: 29.996 Scheidsrechter: Clément Turpin |
| 4 augustus 2016 21:00 (UTC−4) | Sadiq 6' Etebo 10', 42', 52' (pen.), 66' |       | 9' (pen.) Koroki 12' Minamino 70' Asano 90+5' Suzuki | Arena Amazônia, Manaus Toeschouwers: 29.996 Scheidsrechter: Clément Turpin |

|                               |        |           |         |                                                                            |
| 7 augustus 2016 18:00 (UTC−4) | Zweden | 0 – 1     | Nigeria | Arena Amazônia, Manaus Toeschouwers: 23.892 Scheidsrechter: Matthew Conger |
| 7 augustus 2016 18:00 (UTC−4) |        | 40' Sadiq |         | Arena Amazônia, Manaus Toeschouwers: 23.892 Scheidsrechter: Matthew Conger |

|                               |                        |       |                                   |                                                                            |
| 7 augustus 2016 21:00 (UTC−4) | Japan                  | 2 – 2 | Colombia                          | Arena Amazônia, Manaus Toeschouwers: 26.603 Scheidsrechter: Sergei Karasev |
| 7 augustus 2016 21:00 (UTC−4) | Asano 67' Nakajima 74' |       | 59' Gutiérrez 65' (e.d.) Fujiharu | Arena Amazônia, Manaus Toeschouwers: 26.603 Scheidsrechter: Sergei Karasev |

|                                |            |       |        |                                                                                          |
| 10 augustus 2016 19:00 (UTC−3) | Japan      | 1 – 0 | Zweden | Itaipava Arena Fonte Nova, Salvador Toeschouwers: 17.821 Scheidsrechter: Malang Diedhiou |
| 10 augustus 2016 19:00 (UTC−3) | Yajima 65' |       |        | Itaipava Arena Fonte Nova, Salvador Toeschouwers: 17.821 Scheidsrechter: Malang Diedhiou |

|                                |                               |       |         |                                                                                      |
| 10 augustus 2016 19:00 (UTC−3) | Colombia                      | 2 – 0 | Nigeria | Arena Corinthians, São Paulo Toeschouwers: 36.702 Scheidsrechter: César Arturo Ramos |
| 10 augustus 2016 19:00 (UTC−3) | Gutiérrez 4' Pabón 63' (pen.) |       |         | Arena Corinthians, São Paulo Toeschouwers: 36.702 Scheidsrechter: César Arturo Ramos |

### Poule C
| Pos | Land       | Wed | Win | Gel | Ver | DV | DT | +/− | Pnt |
| --- | ---------- | --- | --- | --- | --- | -- | -- | --- | --- |
| 1   | Zuid-Korea | 3   | 2   | 1   | 0   | 12 | 3  | +9  | 7   |
| 2   | Duitsland  | 3   | 1   | 2   | 0   | 15 | 5  | +10 | 5   |
| 3   | Mexico     | 3   | 1   | 1   | 1   | 7  | 4  | +3  | 4   |
| 4   | Fiji       | 3   | 0   | 0   | 3   | 1  | 23 | –22 | 0   |

|                               |                         |       |                       |                                                                                          |
| 4 augustus 2016 17:00 (UTC−3) | Mexico                  | 2 – 2 | Duitsland             | Itaipava Arena Fonte Nova, Salvador Toeschouwers: 16.500 Scheidsrechter: Alireza Faghani |
| 4 augustus 2016 17:00 (UTC−3) | Peralta 52' Pizarro 62' |       | 56' Gnabry 78' Ginter | Itaipava Arena Fonte Nova, Salvador Toeschouwers: 16.500 Scheidsrechter: Alireza Faghani |

|                               |      |                                                               |            |                                                                                          |
| 4 augustus 2016 20:00 (UTC−3) | Fiji | 0 – 8                                                         | Zuid-Korea | Itaipava Arena Fonte Nova, Salvador Toeschouwers: 16.000 Scheidsrechter: Malang Diedhiou |
| 4 augustus 2016 20:00 (UTC−3) |      | 32', 63', 90+3' Ryu 62', 63' Kwon 72' (pen.) Son 77', 90' Suk |            | Itaipava Arena Fonte Nova, Salvador Toeschouwers: 16.000 Scheidsrechter: Malang Diedhiou |

|                               |             |       |                                          |                                                                                       |
| 7 augustus 2016 13:00 (UTC−3) | Fiji        | 1 – 5 | Mexico                                   | Itaipava Arena Fonte Nova, Salvador Toeschouwers: 11.200 Scheidsrechter: Gehad Grisha |
| 7 augustus 2016 13:00 (UTC−3) | Krishna 10' |       | 48', 55', 58', 73' Gutiérrez 67' Salcedo | Itaipava Arena Fonte Nova, Salvador Toeschouwers: 11.200 Scheidsrechter: Gehad Grisha |

|                               |                             |       |                           |                                                                                        |
| 7 augustus 2016 16:00 (UTC−3) | Duitsland                   | 3 – 3 | Zuid-Korea                | Itaipava Arena Fonte Nova, Salvador Toeschouwers: 17.121 Scheidsrechter: Néstor Pitana |
| 7 augustus 2016 16:00 (UTC−3) | Gnabry 33', 90+2' Selke 55' |       | 25' Hwang 57' Son 87' Suk | Itaipava Arena Fonte Nova, Salvador Toeschouwers: 17.121 Scheidsrechter: Néstor Pitana |

|                                |                                                                            |        |      |                                                                                |
| 10 augustus 2016 16:00 (UTC−3) | Duitsland                                                                  | 10 – 0 | Fiji | Mineirão, Belo Horizonte Toeschouwers: 16.521 Scheidsrechter: Fahad Al-Mirdasi |
| 10 augustus 2016 16:00 (UTC−3) | Gnabry 8', 45' Petersen 14', 33', 40', 63' (pen.), 70' Meyer 30', 49', 52' |        |      | Mineirão, Belo Horizonte Toeschouwers: 16.521 Scheidsrechter: Fahad Al-Mirdasi |

|                                |            |       |        |                                                                                            |
| 10 augustus 2016 16:00 (UTC−3) | Zuid-Korea | 1 – 0 | Mexico | Estádio Nacional de Brasília, Brasilia Toeschouwers: 19.332 Scheidsrechter: Clément Turpin |
| 10 augustus 2016 16:00 (UTC−3) | Kwon 73'   |       |        | Estádio Nacional de Brasília, Brasilia Toeschouwers: 19.332 Scheidsrechter: Clément Turpin |

### Poule D
| Pos | Land       | Wed | Win | Gel | Ver | DV | DT | +/− | Pnt |
| --- | ---------- | --- | --- | --- | --- | -- | -- | --- | --- |
| 1   | Portugal   | 3   | 2   | 1   | 0   | 5  | 2  | +3  | 7   |
| 2   | Honduras   | 3   | 1   | 1   | 1   | 5  | 5  | 0   | 4   |
| 3   | Argentinië | 3   | 1   | 1   | 1   | 3  | 4  | –1  | 4   |
| 4   | Algerije   | 3   | 0   | 1   | 2   | 4  | 6  | –2  | 1   |

|                               |                                   |       |                            |                                                                            |
| 4 augustus 2016 15:00 (UTC−3) | Honduras                          | 3 – 2 | Algerije                   | Maracanã, Rio de Janeiro Toeschouwers: 20.000 Scheidsrechter: Sandro Ricci |
| 4 augustus 2016 15:00 (UTC−3) | Quioto 13' Pereira 33' Lozano 79' |       | 68' Bendebka 86' Bounedjah | Maracanã, Rio de Janeiro Toeschouwers: 20.000 Scheidsrechter: Sandro Ricci |

|                               |                        |       |            |                                                                            |
| 4 augustus 2016 18:00 (UTC−3) | Portugal               | 2 – 0 | Argentinië | Maracanã, Rio de Janeiro Toeschouwers: 37.407 Scheidsrechter: Walter López |
| 4 augustus 2016 18:00 (UTC−3) | Paciência 66' Pité 84' |       |            | Maracanã, Rio de Janeiro Toeschouwers: 37.407 Scheidsrechter: Walter López |

|                               |          |       |                              |                                                                              |
| 7 augustus 2016 15:00 (UTC−3) | Honduras | 1 – 2 | Portugal                     | Maracanã, Rio de Janeiro Toeschouwers: 32.928 Scheidsrechter: Roddy Zambrano |
| 7 augustus 2016 15:00 (UTC−3) | Elis 1'  |       | 21' Figueiredo 36' Paciência | Maracanã, Rio de Janeiro Toeschouwers: 32.928 Scheidsrechter: Roddy Zambrano |

|                               |                        |       |              |                                                                            |
| 7 augustus 2016 18:00 (UTC−3) | Argentinië             | 2 – 1 | Algerije     | Maracanã, Rio de Janeiro Toeschouwers: 37.450 Scheidsrechter: Cüneyt Çakır |
| 7 augustus 2016 18:00 (UTC−3) | Correa 47' Calleri 70' |       | 64' Bendebka | Maracanã, Rio de Janeiro Toeschouwers: 37.450 Scheidsrechter: Cüneyt Çakır |

|                                |                |       |                   |                                                                                           |
| 10 augustus 2016 13:00 (UTC−3) | Argentinië     | 1 – 1 | Honduras          | Estádio Nacional de Brasília, Brasilia Toeschouwers: 16.029 Scheidsrechter: Antonio Mateu |
| 10 augustus 2016 13:00 (UTC−3) | Martínez 90+3' |       | 75' (pen.) Lozano | Estádio Nacional de Brasília, Brasilia Toeschouwers: 16.029 Scheidsrechter: Antonio Mateu |

|                                |               |       |                      |                                                                              |
| 10 augustus 2016 13:00 (UTC−3) | Algerije      | 1 – 1 | Portugal             | Mineirão, Belo Horizonte Toeschouwers: 13.787 Scheidsrechter: Matthew Conger |
| 10 augustus 2016 13:00 (UTC−3) | Benkablia 30' |       | 25' (pen.) Paciência | Mineirão, Belo Horizonte Toeschouwers: 13.787 Scheidsrechter: Matthew Conger |

## Knock-outfase
|  | kwartfinale                  | kwartfinale             |                              |       | halve finale                 | halve finale                 |   |  | finale | finale |
|  |                              |                         |                              |       |                              |                              |   |  |        |        |
|  | 13 augustus – São Paulo      |                         |                              |       |                              |                              |   |  |        |        |
|  |                              |                         |                              |       |                              |                              |   |  |        |        |
|  | Brazilië                     | 2                       |                              |       |                              |                              |   |  |        |        |
|  | Brazilië                     | 2                       | 17 augustus – Rio de Janeiro |       |                              |                              |   |  |        |        |
|  | Colombia                     | 0                       |                              |       |                              |                              |   |  |        |        |
|  | Colombia                     | 0                       | Brazilië                     | 6     |                              |                              |   |  |        |        |
|  | 13 augustus – Belo Horizonte |                         | Brazilië                     | 6     |                              |                              |   |  |        |        |
|  |                              | Honduras                | 0                            |       |                              |                              |   |  |        |        |
|  | Zuid-Korea                   | Honduras                | 0                            | 0     |                              |                              |   |  |        |        |
|  | Zuid-Korea                   |                         | 20 augustus – Rio de Janeiro | 0     |                              |                              |   |  |        |        |
|  | Honduras                     | 1                       |                              |       |                              |                              |   |  |        |        |
|  | Honduras                     | 1                       | Brazilië                     | 1 (5) |                              |                              |   |  |        |        |
|  | 13 augustus – Salvador       |                         | Brazilië                     | 1 (5) |                              |                              |   |  |        |        |
|  |                              | Duitsland               | 1 (4)                        |       |                              |                              |   |  |        |        |
|  | Nigeria                      | Duitsland               | 1 (4)                        | 2     |                              |                              |   |  |        |        |
|  | Nigeria                      | 17 augustus – São Paulo |                              | 2     |                              |                              |   |  |        |        |
|  | Denemarken                   | 0                       |                              |       |                              |                              |   |  |        |        |
|  | Denemarken                   | 0                       | Nigeria                      | 0     | derde plaats                 | derde plaats                 |   |  |        |        |
|  | 13 augustus – Brasília       |                         | Nigeria                      | 0     | derde plaats                 | derde plaats                 |   |  |        |        |
|  |                              | Duitsland               | 2                            |       | 20 augustus – Belo Horizonte | 20 augustus – Belo Horizonte |   |  |        |        |
|  | Portugal                     | Duitsland               | 2                            | 0     | 20 augustus – Belo Horizonte | 20 augustus – Belo Horizonte |   |  |        |        |
|  | Portugal                     |                         |                              |       |                              | Honduras                     | 2 |  |        |        |
|  | Duitsland                    | 4                       |                              |       |                              | Honduras                     | 2 |  |        |        |
|  | Duitsland                    | 4                       | Nigeria                      | 3     |                              |                              |   |  |        |        |
|  |                              |                         | Nigeria                      | 3     |                              |                              |   |  |        |        |

### Kwartfinale
|                                |          |                                           |           |                                                                                          |
| 13 augustus 2016 13:00 (UTC−3) | Portugal | 0 – 4                                     | Duitsland | Estádio Nacional de Brasília, Brasilia Toeschouwers: 55.412 Scheidsrechter: Walter López |
| 13 augustus 2016 13:00 (UTC−3) |          | 45+1' Gnabry 57' Ginter 75' Selke 87' Max |           | Estádio Nacional de Brasília, Brasilia Toeschouwers: 55.412 Scheidsrechter: Walter López |

|                                |                        |       |            |                                                                                       |
| 13 augustus 2016 16:00 (UTC−3) | Nigeria                | 2 – 0 | Denemarken | Itaipava Arena Fonte Nova, Salvador Toeschouwers: 30.307 Scheidsrechter: Sandro Ricci |
| 13 augustus 2016 16:00 (UTC−3) | Obi Mikel 15' Umar 59' |       |            | Itaipava Arena Fonte Nova, Salvador Toeschouwers: 30.307 Scheidsrechter: Sandro Ricci |

|                                |            |          |          |                                                                            |
| 13 augustus 2016 19:00 (UTC−3) | Zuid-Korea | 0 – 1    | Honduras | Mineirão, Belo Horizonte Toeschouwers: 36.704 Scheidsrechter: Gehad Grisha |
| 13 augustus 2016 19:00 (UTC−3) |            | 59' Elis |          | Mineirão, Belo Horizonte Toeschouwers: 36.704 Scheidsrechter: Gehad Grisha |

|                                |                     |       |          |                                                                                |
| 13 augustus 2016 22:00 (UTC−3) | Brazilië            | 2 – 0 | Colombia | Arena Corinthians, São Paulo Toeschouwers: 41.560 Scheidsrechter: Cüneyt Çakır |
| 13 augustus 2016 22:00 (UTC−3) | Neymar 12' Luan 83' |       |          | Arena Corinthians, São Paulo Toeschouwers: 41.560 Scheidsrechter: Cüneyt Çakır |

### Halve finale
|                                |                                                                        |       |          |                                                                              |
| 17 augustus 2016 13:00 (UTC−3) | Brazilië                                                               | 6 – 0 | Honduras | Maracanã, Rio de Janeiro Toeschouwers: 52.457 Scheidsrechter: Ovidiu Haţegan |
| 17 augustus 2016 13:00 (UTC−3) | Neymar 1', 90+1' (pen.) Gabriel Jesus 26', 35' Marquinhos 51' Luan 79' |       |          | Maracanã, Rio de Janeiro Toeschouwers: 52.457 Scheidsrechter: Ovidiu Haţegan |

|                                |         |                             |           |                                                                                 |
| 17 augustus 2016 16:00 (UTC−3) | Nigeria | 0 – 2                       | Duitsland | Arena Corinthians, São Paulo Toeschouwers: 35.562 Scheidsrechter: Néstor Pitana |
| 17 augustus 2016 16:00 (UTC−3) |         | 9' Klostermann 89' Petersen |           | Arena Corinthians, São Paulo Toeschouwers: 35.562 Scheidsrechter: Néstor Pitana |

### Troostfinale
|                                |                        |       |                         |                                                                           |
| 20 augustus 2016 13:00 (UTC−3) | Honduras               | 2 – 3 | Nigeria                 | Mineirão, Belo Horizonte Toeschouwers: 9.091 Scheidsrechter: Sandro Ricci |
| 20 augustus 2016 13:00 (UTC−3) | Lozano 71' Pereira 86' |       | 34', 56' Sadiq 49' Umar | Mineirão, Belo Horizonte Toeschouwers: 9.091 Scheidsrechter: Sandro Ricci |

### Finale
|                                |                                               |       |                                    |                                                                               |
| 20 augustus 2016 17:30 (UTC−3) | Brazilië                                      | 1 – 1 | Duitsland                          | Maracanã, Rio de Janeiro Toeschouwers: 63.707 Scheidsrechter: Alireza Faghani |
| 20 augustus 2016 17:30 (UTC−3) | Neymar 27'                                    |       | 59' Meyer                          | Maracanã, Rio de Janeiro Toeschouwers: 63.707 Scheidsrechter: Alireza Faghani |
| 20 augustus 2016 17:30 (UTC−3) | Strafschoppen                                 |       |                                    | Maracanã, Rio de Janeiro Toeschouwers: 63.707 Scheidsrechter: Alireza Faghani |
| 20 augustus 2016 17:30 (UTC−3) | Renato Augusto Marquinhos Rafinha Luan Neymar | 5 – 4 | Ginter Gnabry Brandt Süle Petersen | Maracanã, Rio de Janeiro Toeschouwers: 63.707 Scheidsrechter: Alireza Faghani |

## Eindstand
| Rank | Team        | Gsp | W | G | V | DV | DT | DS  | Pnt |
| ---- | ----------- | --- | - | - | - | -- | -- | --- | --- |
|      | Brazilië    | 6   | 3 | 3 | 0 | 13 | 1  | +12 | 12  |
|      | Duitsland   | 6   | 3 | 3 | 0 | 22 | 6  | +16 | 12  |
|      | Nigeria     | 6   | 4 | 0 | 2 | 11 | 10 | +1  | 12  |
| 4    | Honduras    | 6   | 2 | 1 | 3 | 8  | 14 | –6  | 7   |
| 5    | Zuid-Korea  | 4   | 2 | 1 | 1 | 12 | 4  | +8  | 7   |
| 6    | Portugal    | 4   | 2 | 1 | 1 | 5  | 6  | –1  | 7   |
| 7    | Colombia    | 4   | 1 | 2 | 1 | 6  | 6  | 0   | 5   |
| 8    | Denemarken  | 4   | 1 | 1 | 2 | 1  | 6  | –5  | 4   |
| 9    | Mexico      | 3   | 1 | 1 | 1 | 7  | 4  | +3  | 4   |
| 10   | Japan       | 3   | 1 | 1 | 1 | 7  | 7  | 0   | 4   |
| 11   | Argentinië  | 3   | 1 | 1 | 1 | 3  | 4  | –1  | 4   |
| 12   | Irak        | 3   | 0 | 3 | 0 | 1  | 1  | 0   | 3   |
| 13   | Zuid-Afrika | 3   | 0 | 2 | 1 | 1  | 2  | –1  | 2   |
| 14   | Algerije    | 3   | 0 | 1 | 2 | 4  | 6  | –2  | 1   |
| 15   | Zweden      | 3   | 0 | 1 | 2 | 2  | 4  | –2  | 1   |
| 16   | Fiji        | 3   | 0 | 0 | 3 | 1  | 23 | –22 | 0   |

| Onderdeel              | Goud | Zilver | Brons |
| ---------------------- | --- | --- | --- |
| Voetbaltoernooi mannen | Brazilië Wéverton Zeca Rodrigo Caio Marquinhos Renato Augusto Douglas Santos Luan Rafinha Gabriel Neymar Gabriel Jesus Wallace William Luan Garcia Teixeira Rodrigo Dourado Thiago Maia Felipe Anderson Uilson | Duitsland Timo Horn Jeremy Toljan Lukas Klostermann Matthias Ginter Niklas Süle Sven Bender Max Meyer Lars Bender Davie Selke Leon Goretzka Julian Brandt Jannik Huth Philipp Max Robert Bauer Max Christiansen Grischa Prömel Serge Gnabry Nils Petersen Eric Oelschlägel | Nigeria Daniel Akpeyi Muenfuh Sincere Kingsley Madu Shehu Abdullahi Saturday Erimuya William Troost-Ekong Aminu Umar Oghenekaro Etebo Imoh Ezekiel John Obi Mikel Junior Ajayi Popoola Saliu Umar Sadiq Azubuike Okechukwu Ndifreke Udo Stanley Amuzie Usman Mohammed Emmanuel Daniel |

## Doelpuntenmakers
6 doelpunten
- Serge Gnabry
- Nils Petersen

4 doelpunten
- Neymar
- Max Meyer
- Érick Gutiérrez
- Oghenekaro Etebo
- Umar Sadiq

3 doelpunten
- Gabriel Jesus
- Luan
- Teófilo Gutiérrez

- Anthony Lozano
- Kwon Chang-hoon
- Ryu Seung-woo

- Suk Hyun-jun
- Gonçalo Paciência

2 doelpunten
- Sofiane Bendebka
- Gabriel
- Dorlan Pabón
- Matthias Ginter

- Davie Selke
- Alberth Elis
- Marcelo Pereira

- Takuma Asano
- Son Heung-min
- Aminu Umar

1 doelpunt
- Mohamed Benkablia
- Baghdad Bounedjah
- Jonathan Calleri
- Ángel Correa
- Mauricio Martínez
- Marquinhos
- Robert Skov
- Roy Krishna
- Lukas Klostermann

- Philipp Max
- Romell Quioto
- Saad Abdul-Amir
- Shinzo Koroki
- Takumi Minamino
- Shoya Nakajima
- Musashi Suzuki
- Shinya Yajima
- Oribe Peralta

- Rodolfo Pizarro
- Carlos Salcedo
- John Obi Mikel
- Tobias Figueiredo
- Pité
- Hwang Hee-chan
- Gift Motupa
- Astrit Ajdarević
- Mikael Ishak

Eigen doelpunt
- Hiroki Fujiharu (Tegen Colombia)

## In beeld

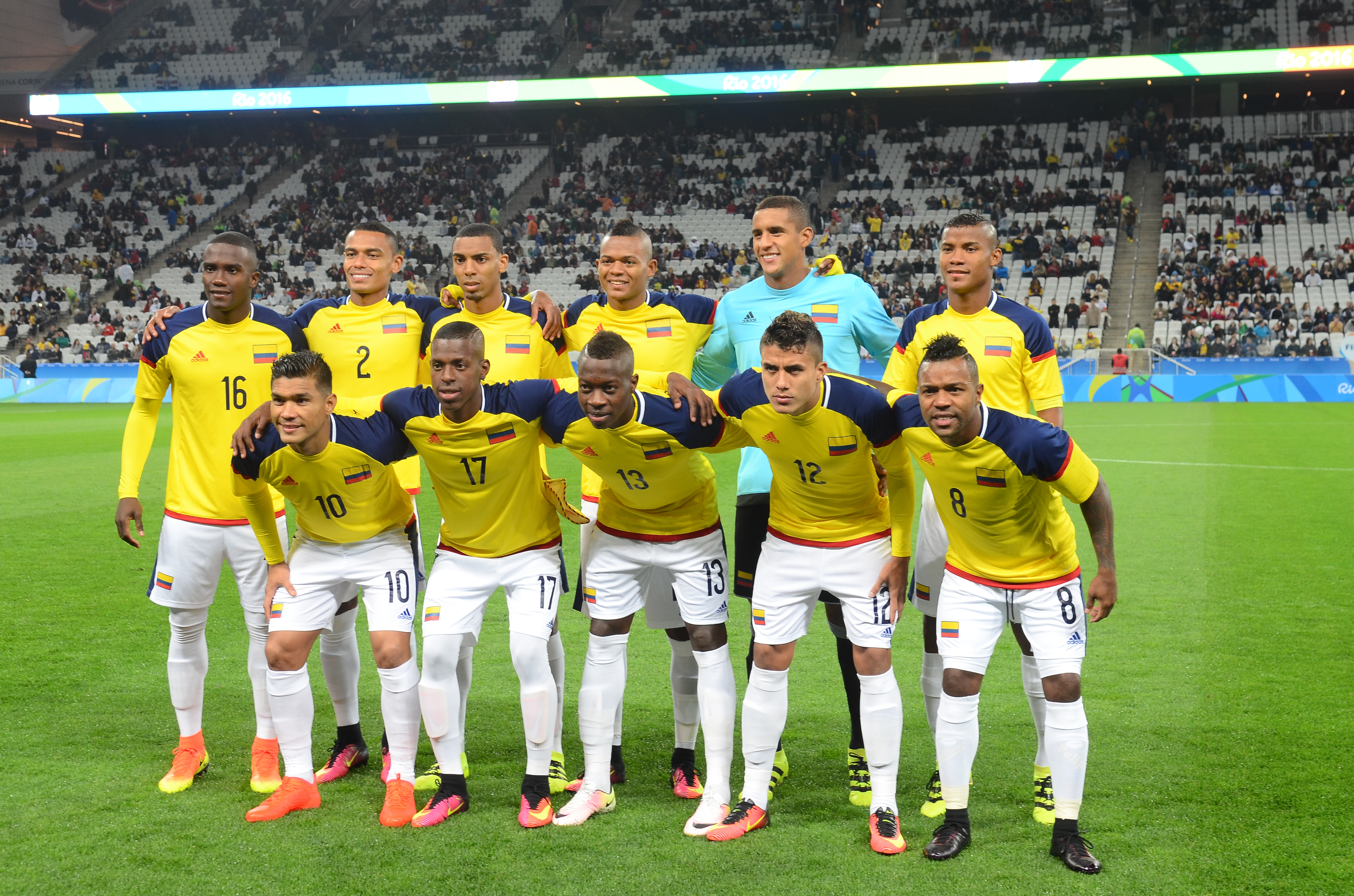
Colombiaans elftal (tegen Nigeria)
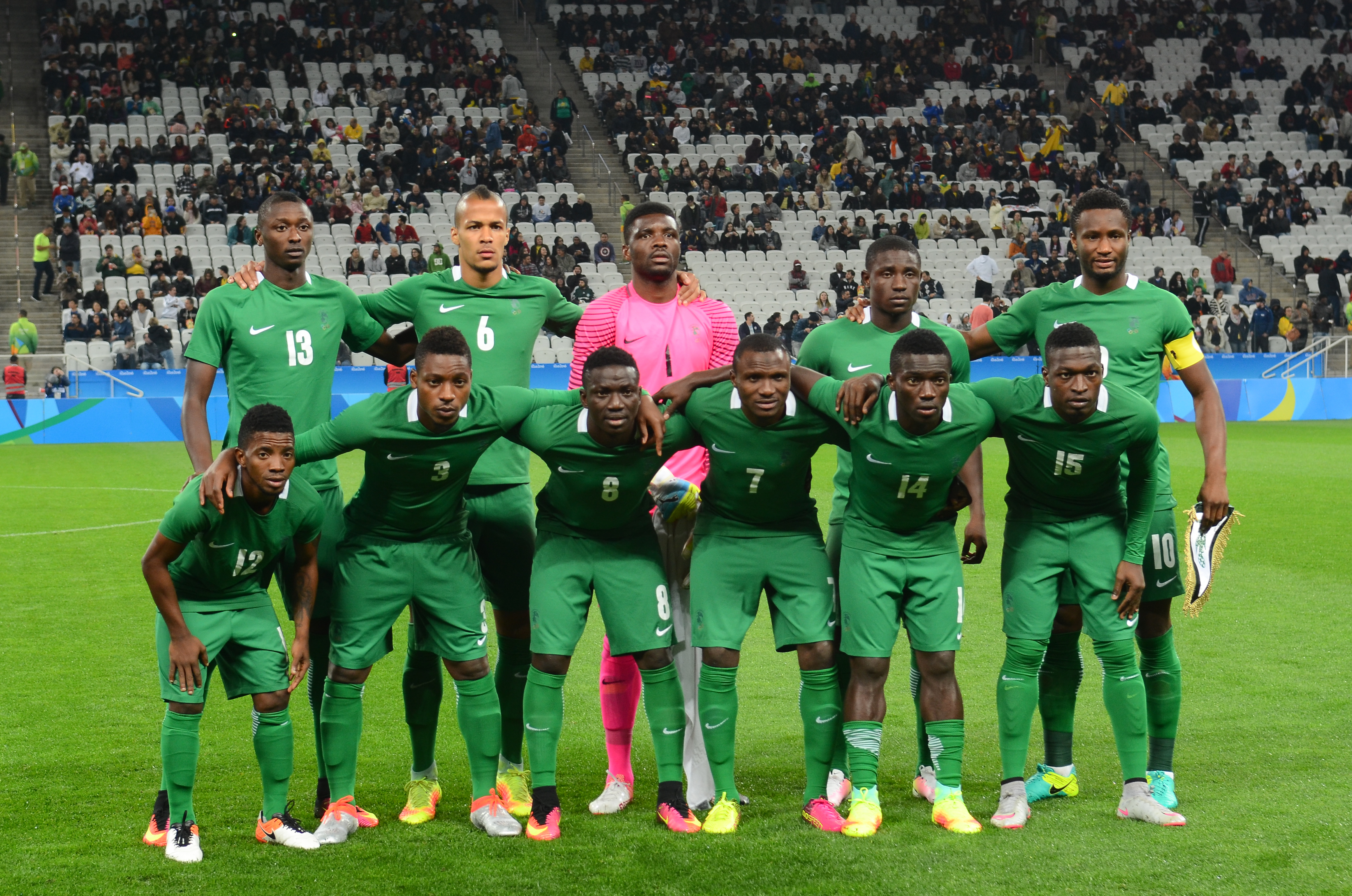
Nigeriaans elftal (tegen Colombia)
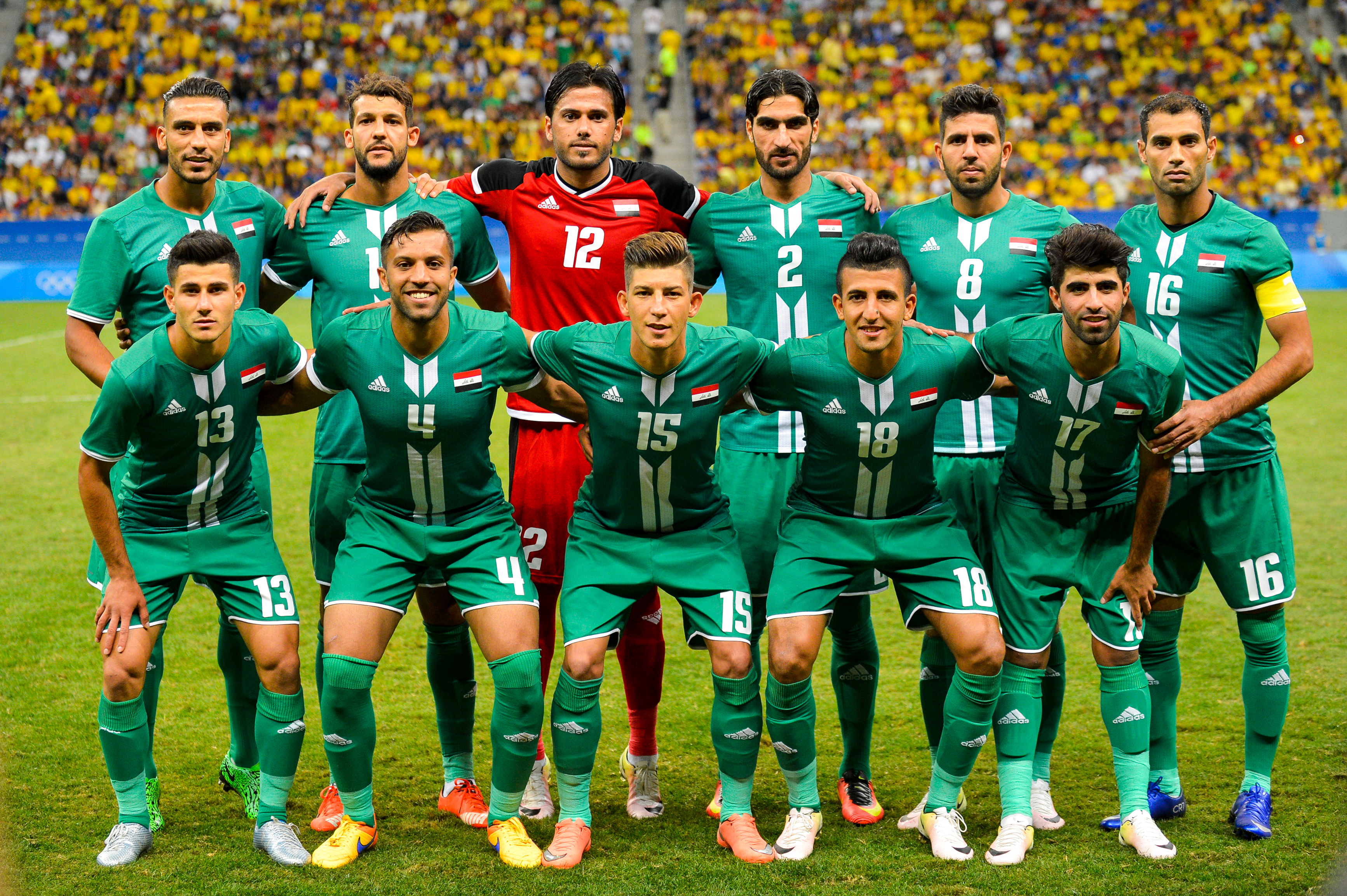
Iraaks elftal (tegen Brazilië)
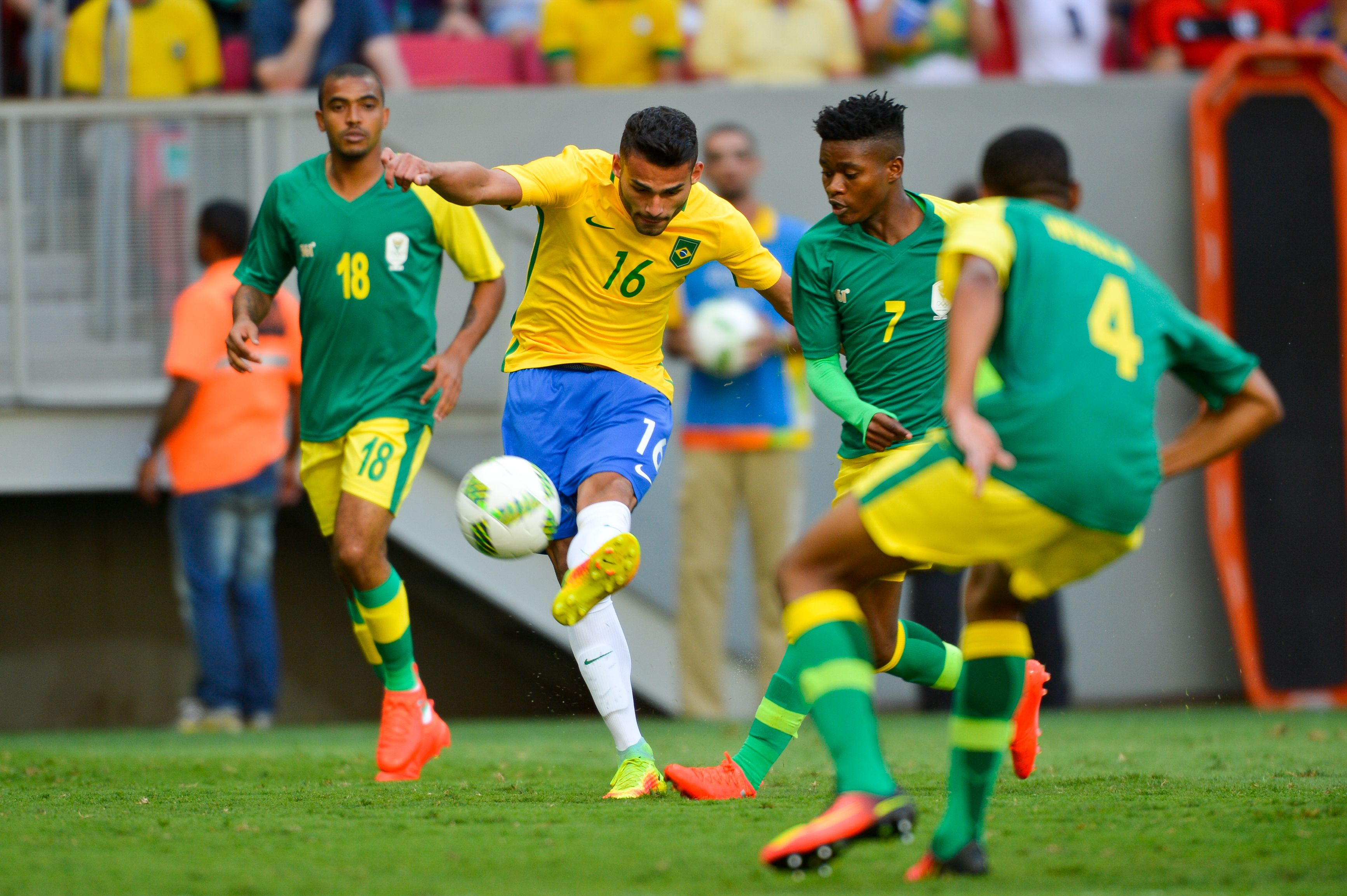
BRA–ZAF (Poule A)
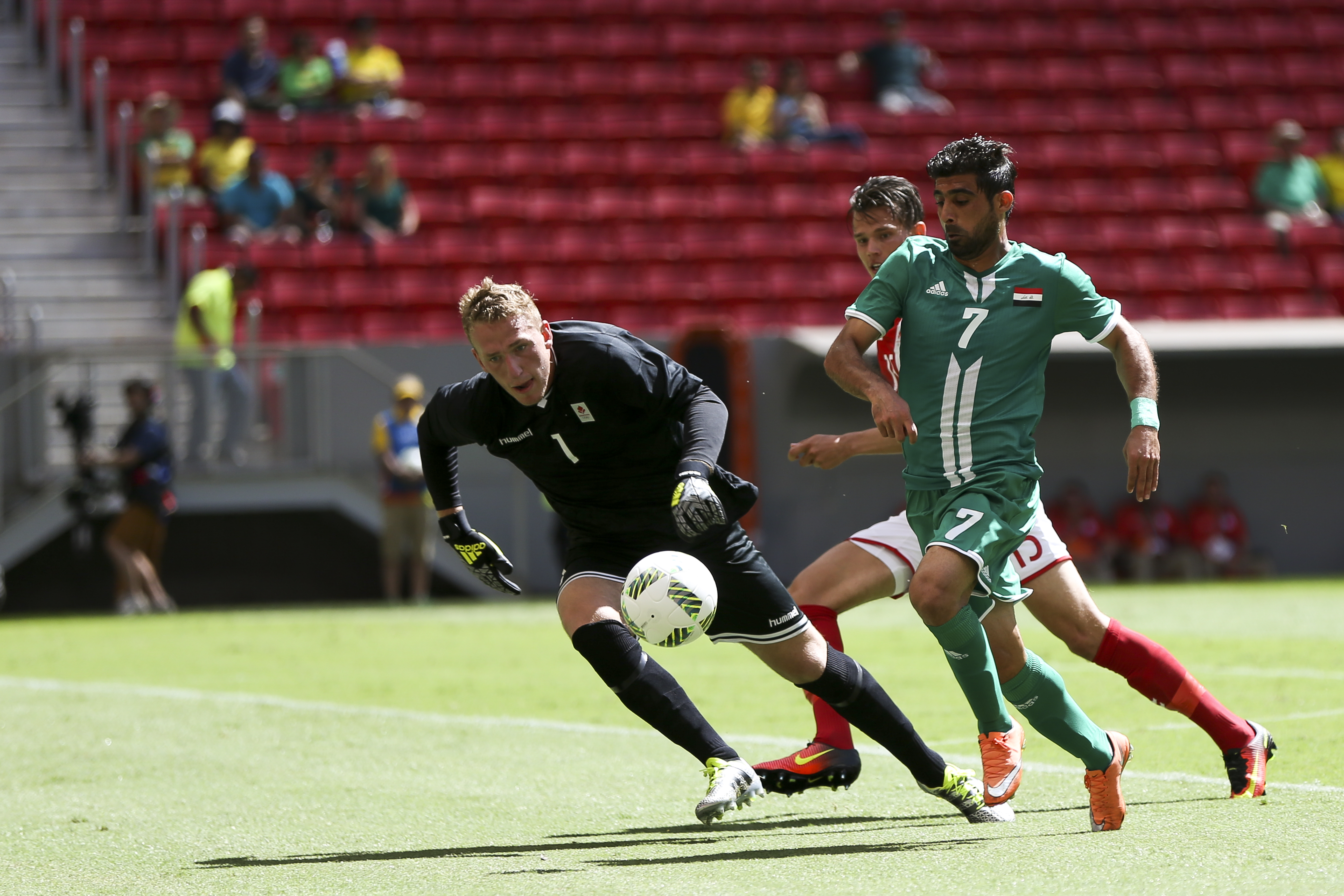
DEN–IRK (Poule A)
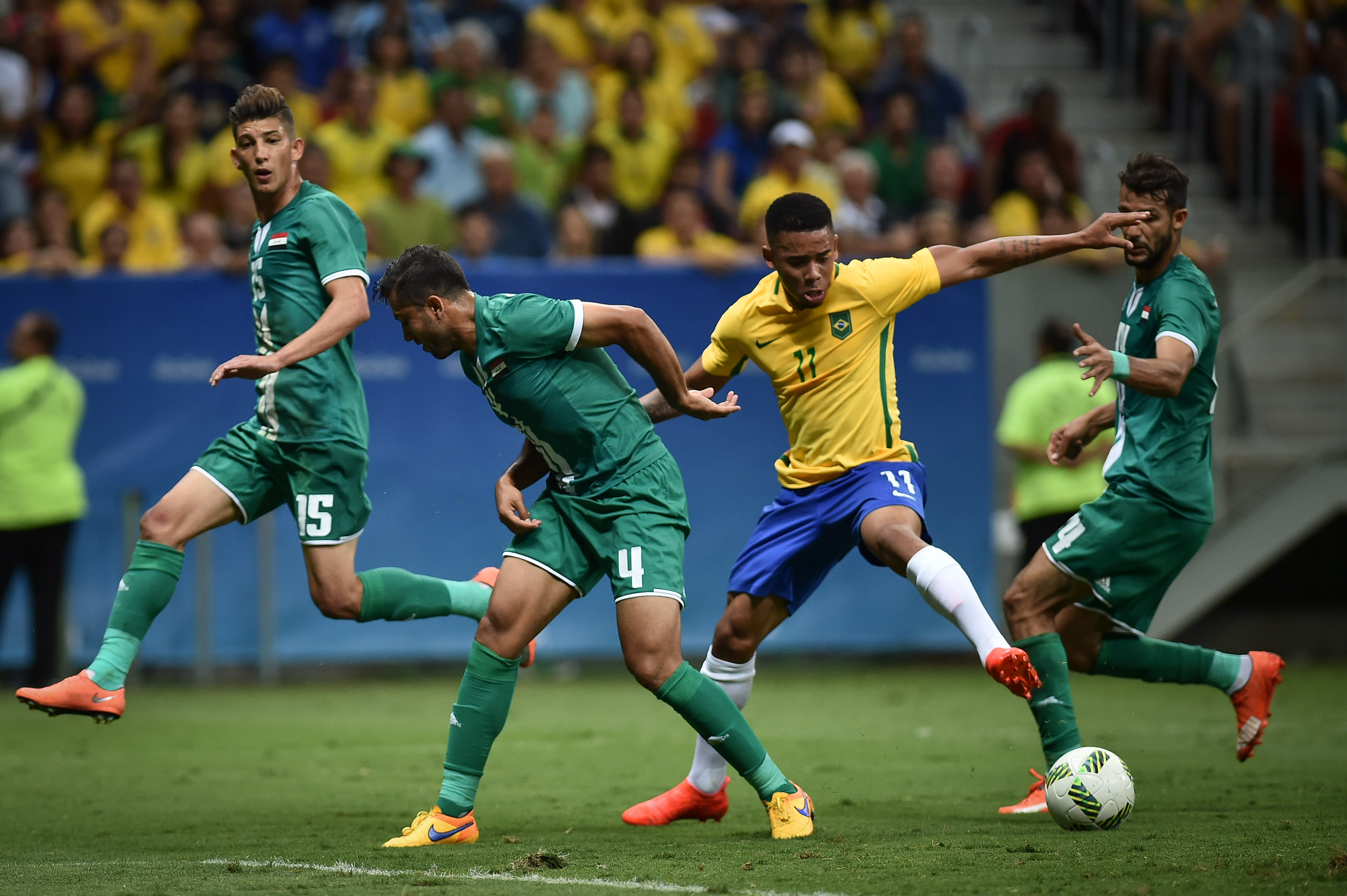
BRA–IRK (Poule A)
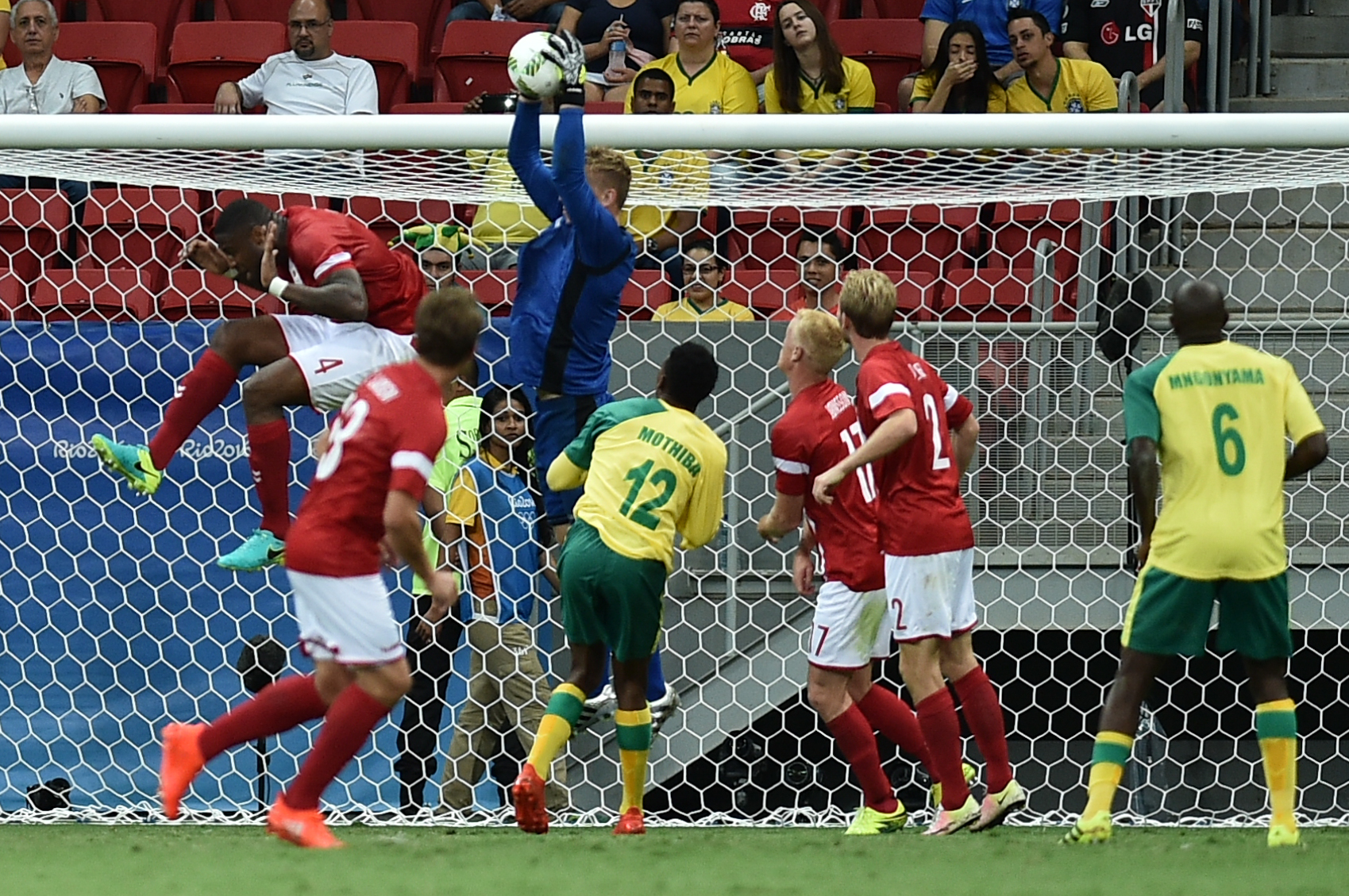
DEN–ZAF (Poule A)
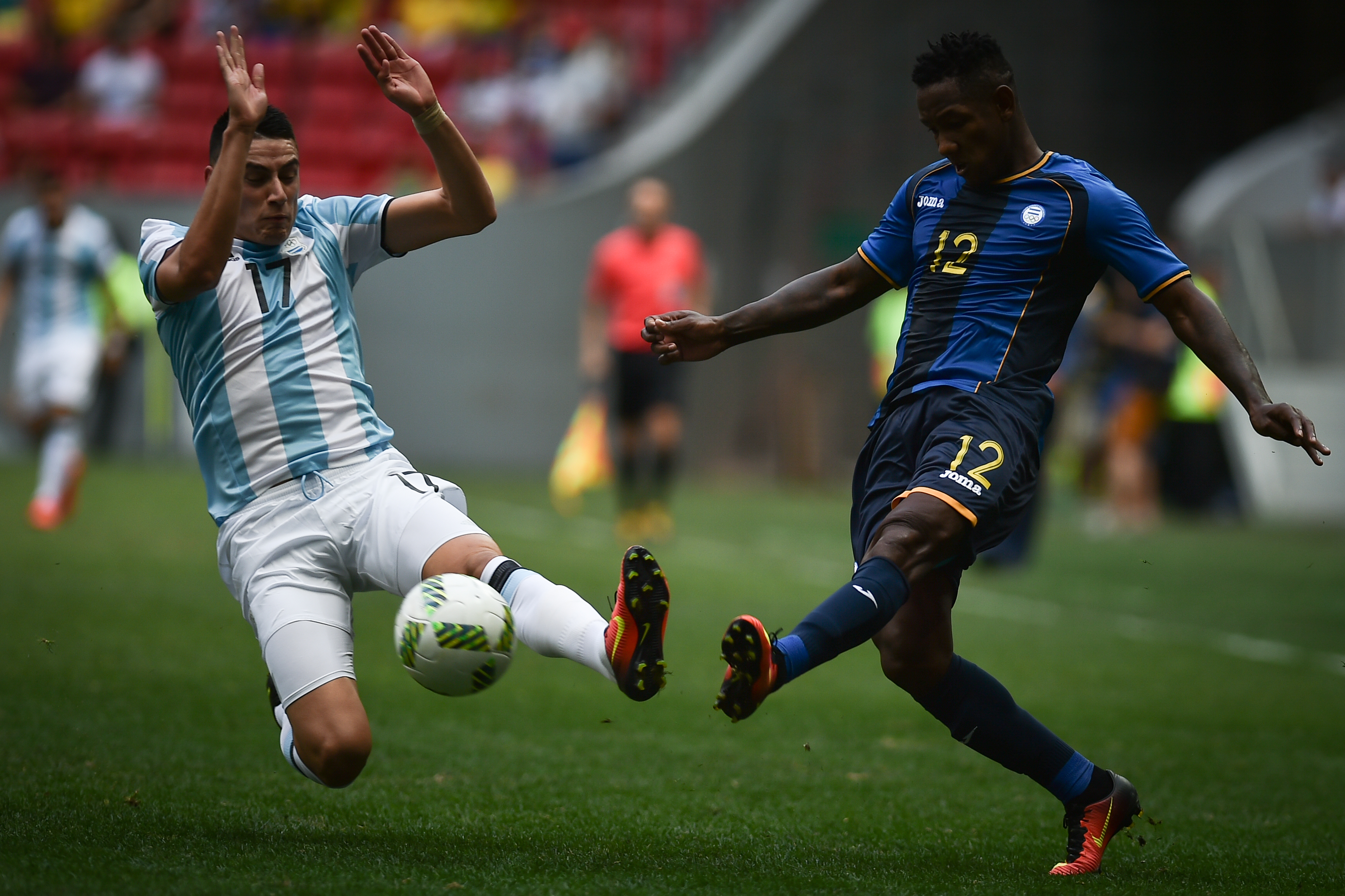
POR–HON (Poule D)
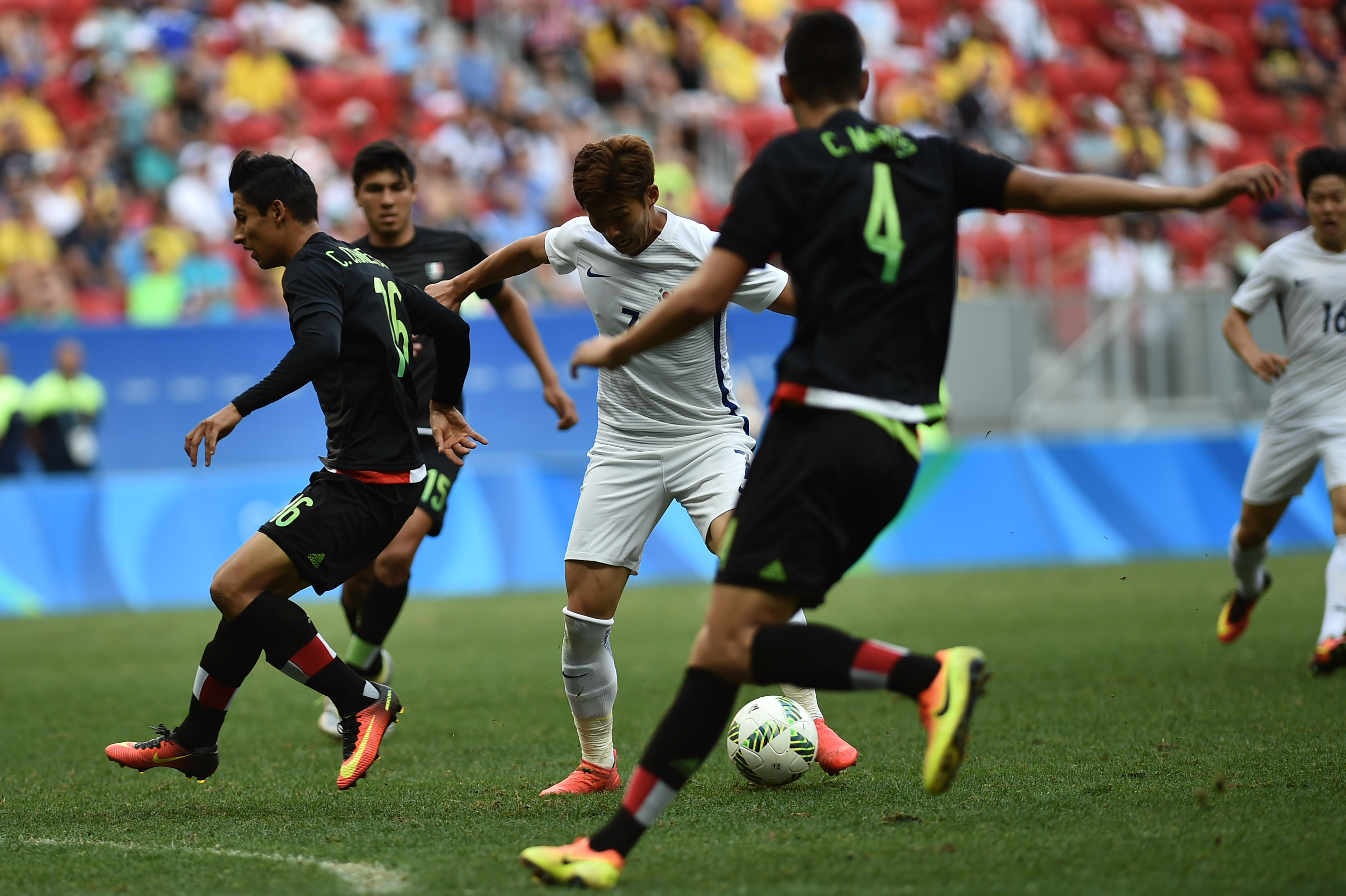
KOR–MEX (Poule C)
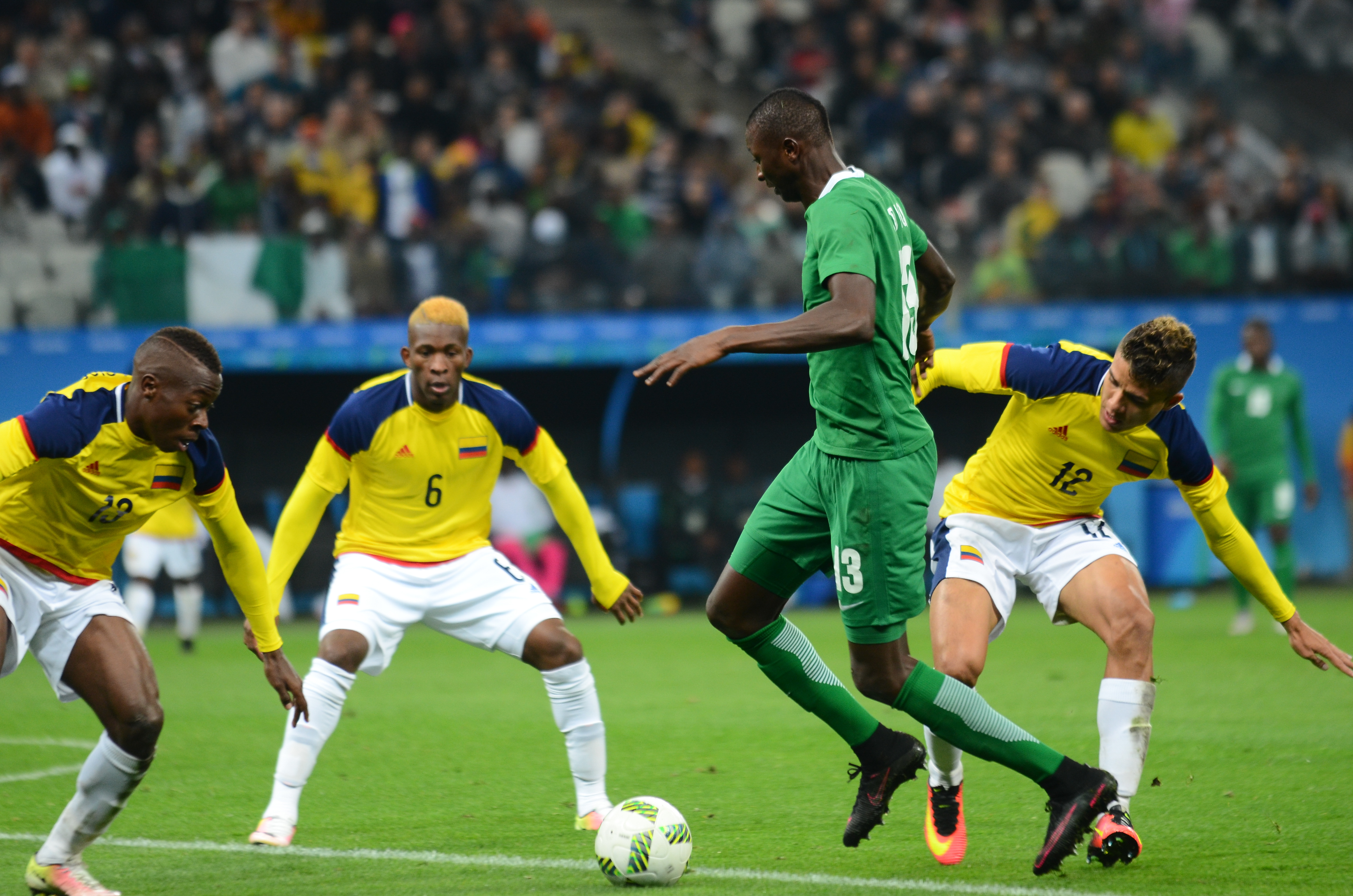
COL–NIG (Poule B)
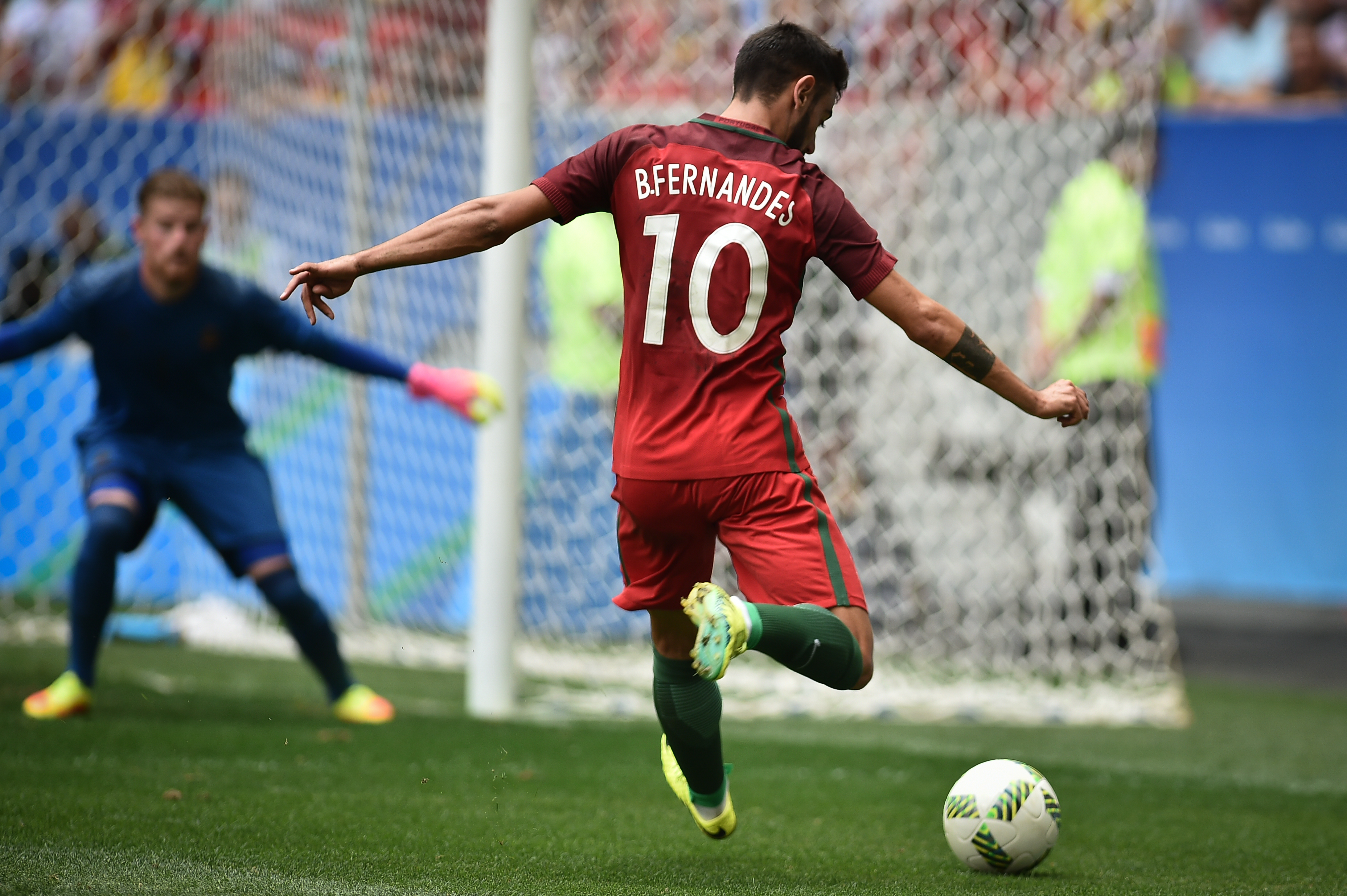
POR–DUI (Kwartfinale)
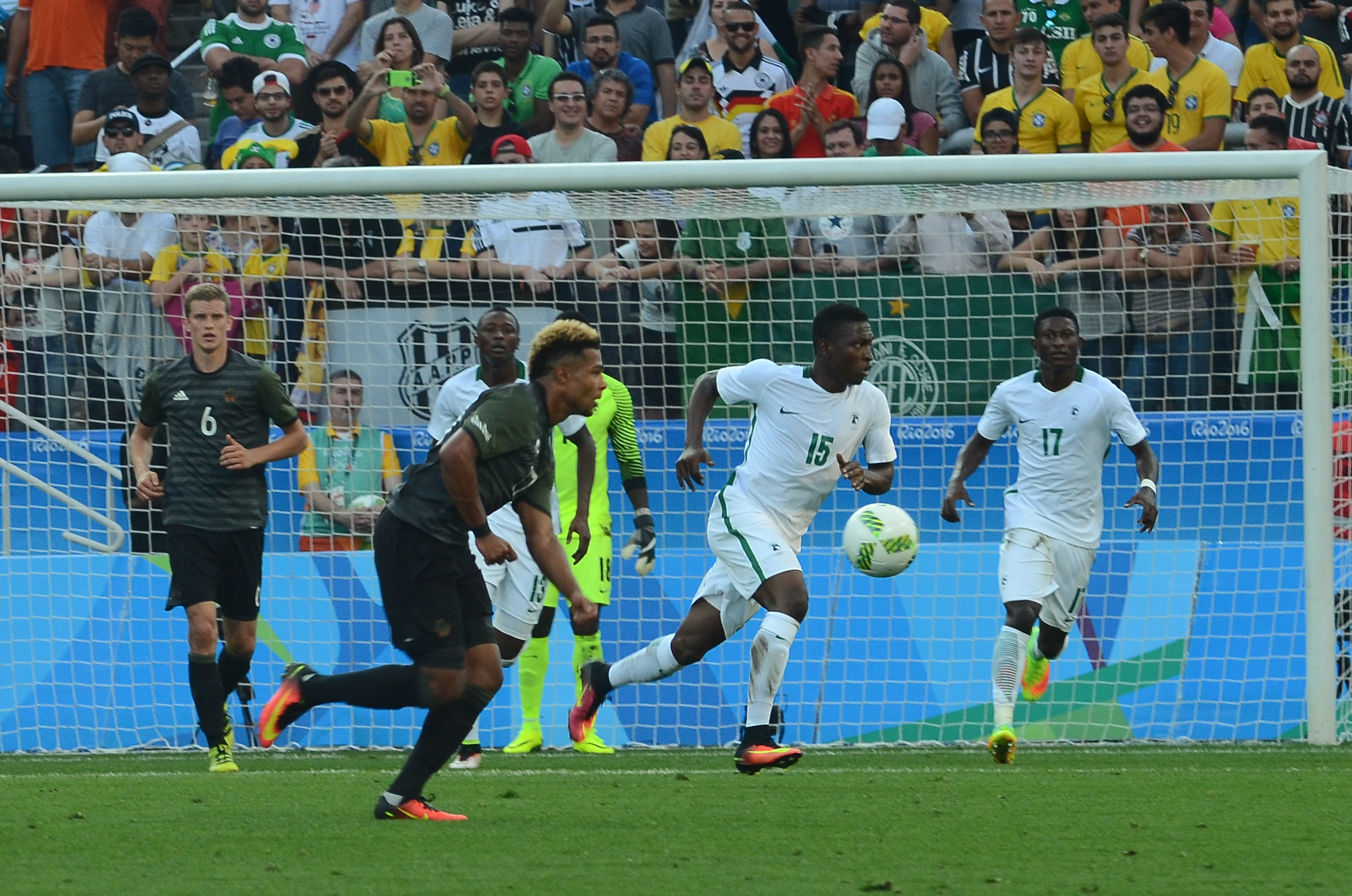
NGR–DUI (Halve finale)
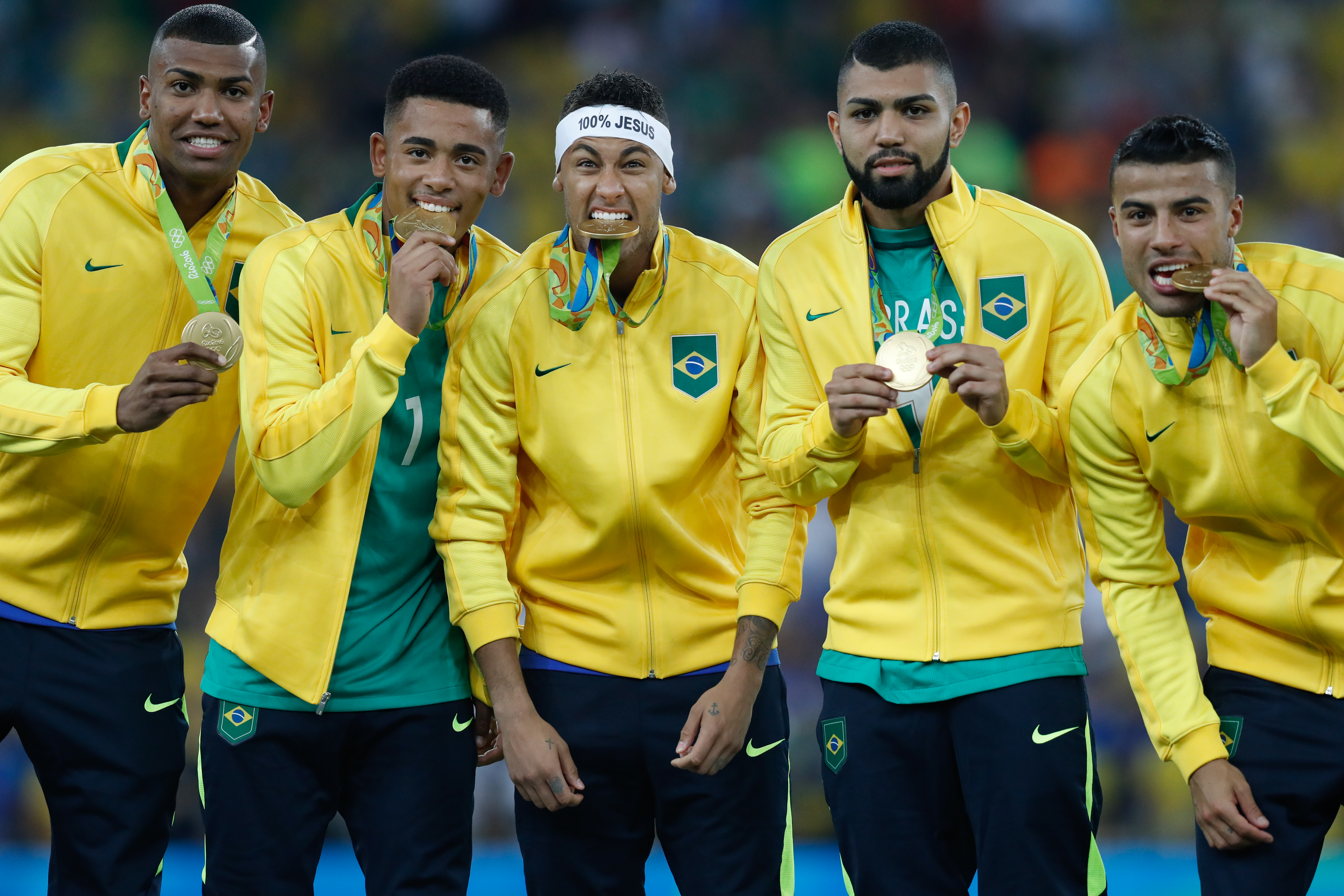
Brazilië (Gouden medaille)
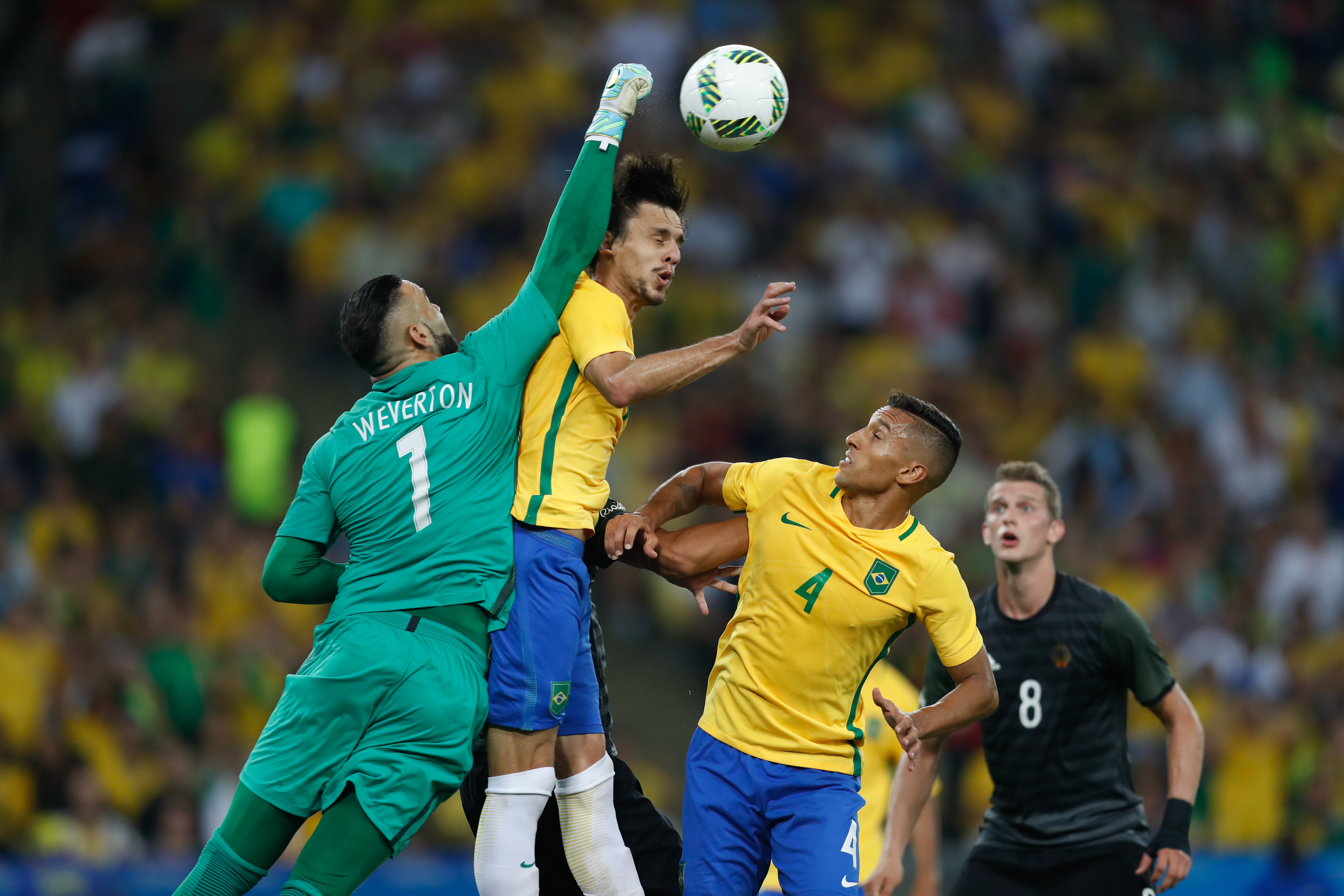
BRA-DUI (Finale)

Parijs 1900 · 
St. Louis 1904 · 
Athene 1906 · 
Londen 1908 · 
Stockholm 1912 · 
Antwerpen 1920 · 
Parijs 1924 · 
Amsterdam 1928 · 
Berlijn 1936 · 
Londen 1948 · 
Helsinki 1952 · 
Melbourne 1956 · 
Rome 1960 · 
Tokio 1964 · 
Mexico-Stad 1968 · 
München 1972 · 
Montréal 1976 · 
Moskou 1980 · 
Los Angeles 1984 · 
Seoel 1988 · 
Barcelona 1992 · 
Atlanta 1996 · 
Sydney 2000 · 
Athene 2004 · 
Peking 2008 · 
Londen 2012 · 
Rio de Janeiro 2016 ·
Tokio 2020 ·
Parijs 2024 ·
Los Angeles 2028

Medaillewinnaars
Atletiek · Badminton · Basketbal · Boksen · Boogschieten · Gewichtheffen · Golf · Gymnastiek · Handbal · Hockey · Judo · Kanovaren · Moderne vijfkamp · Paardensport · Roeien · Rugby · Schermen · Schietsport · Schoonspringen · Synchroonzwemmen · Taekwondo · Tafeltennis · Tennis · Triatlon · Voetbal · Volleybal · Waterpolo · Wielersport · Worstelen · Zeilen · Zwemmen